# Заговенье
За́говенье (за́говины, запусты, мясопустье; от говеть «поститься») — в традиции Православных церквей название последнего дня перед длительным постом, когда ещё можно употреблять скоромную пищу (животного происхождения).
В славянской традиции заговеньем называется время, когда воздерживались от работы, обильно ели и веселились в преддверии постных ограничений; реже — вечер и ужин накануне поста. В славянской обрядности наиболее заметно заговенье перед Великим постом (см. Масленица, Мясопуст).

## Заговенье по церковному уставу
Заговенье бывает перед каждым из четырёх многодневных постов:
- Заговенье на Великий пост:
  - Неделя мясопустная (Мясопустное воскресенье[5]) — воскресенье перед Сырной седмицей, последний день, когда допускается употребление мясных продуктов;
  - Прощёное воскресенье — последний день перед Великим постом, когда ещё допускается употребление молочных продуктов;
- Заговенье на Рождественский пост:
  - день памяти апостола Филиппа — 14 (27) ноября — если заговенье выпадает на однодневные посты — среду или пятницу, — то оно перемещается на 13 (26) ноября.
- Заговенье на Петров пост:
  - Собор всех святых — неделя первая по Пятидесятнице, то есть первое воскресенье после Дня Святой Троицы.
- Заговенье на Успенский пост:
  - предпразднство Происхождения Честны́х Древ Животворящего Креста Господня — 31 июля (13 августа).

## В славянской традиции
Важнейшим элементом любого заговенья является пища; она же определяет семантическое поле многих славянских хрононимов, обозначающих заговенье, ср. рус. Яичное заговенье, Мясное заговенье, Рыбное заговенье, Молочное заговенье, укр. Нижкове пущання, словац. Žerný den и под. Преобладание пищевых мотивов заметно не только в реальном обжорстве, угощениях и пр., практикуемых в дни заговенья, но и в том, что пища занимает существенное место в обрядах и верованиях, относящихся к дням заговенья. Белорусы считали, например, что на заговенье первыми должны есть женщины, чтобы и приплод скота был женского пола; жители Витебщины полагали, что волколаки, которые обычно не едят мяса, делают это в виде исключения в дни заговений, когда они питаются мясом, добытым хищничеством; у македонцев на любое заговенье совершалось раздавање, когда хозяйки раздавали в соседние дома сыр, хлеб и вина «за Бог да прости»; в Костромском крае в Петровское заговенье теща возила зятю сыр, дарила 101 яйцо и другие продукты в виде подарка (если бы она этого не сделала, односельчане приволокли бы её зятю на бороне кучу хлама). На заговенье у русских принято было относить на чердак кусок мяса и немного молока — домовому заговеться. Пища преобладала и в подарках, которыми обменивались на заговенье молодые люди и девушки. Так, если на масленичное заговенье парень дарил девушке гостинец, то в Яичное заговенье (накануне Петрова поста) она отдаривала ему вареными яйцами (калуж.). В магии и хозяйственной обрядности нашли широкое использование остатки скоромной пищи, собранные вечером на заговенье. В частности, в Поволжье в канун рождественского поста девушки клали эти остатки под подушку в надежде увидеть во сне суженого и т. д. К заговенью могло быть приурочено и ритуальное уничтожение пищи, преобладавшей в мясоед (ср. русский обычай сжигать в масленичном костре остатки блинов, молока и др.).
См. также:
- Мясопустное воскресенье (мясное) — воскресенье перед Масленицей, последний день, когда употребляются в пищу мясные продукты;
- Прощёное воскресенье (Заговины масленые) — последний день Масленицы, когда ещё допускается употребление молочных продуктов;
- Петровское заговенье (Русальское, Крапивное) — первое воскресенье после Троицы (см. Русальная неделя);
- Спасовское заговенье (Евдокимово) — 31 июля (13 августа) — заговины на Успенский пост, канун Медового Спаса;
- Филипповское заговенье (Филиппов день) — 14 (27) ноября — заговины на Рождественский (Филиппов) пост. Если заговенье выпадает на однодневные посты — среду или пятницу, — то оно перемещается на 13 (26) ноября.

## Поговорки
- Заговевши догавливай[7].
- Хоть бы та избушка сгорела, в которой я заговела![7]
- Заговелась лиса — загоняй гусей![7]
- Деньгам нет заговенья, им всегда расход[7].
- Удобрилась мачеха до пасынка: велела в заговенье все щи выхлебать![7]
- «На морковкино заговенье» — народн. шутл. Никогда; неизвестно когда[8].